# Большая башня (Мехико)

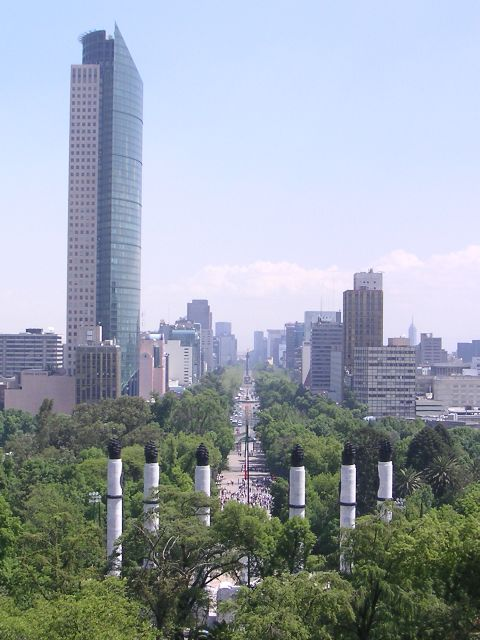
Высочайший небоскреб Латинской Америки

Большая башня (исп. Torre Mayor — «большая башня») — самое высокое в 2003-10 гг. здание Латинской Америки. Расположено на проспекте Пасео-де-ла-Реформа в Мехико. 
Высота 55-этажного здания составляет 225 метров. Строительство башни продолжалось с 1999 по 2003 год. Небоскрёб может выдержать землетрясение до 8,5 баллов по шкале Рихтера. До окончания строительства, с 1999 по 2003 года, самым высоким зданием Латинской Америки считался Parque Central в Каракасе, Венесуэла. Основная часть помещений используется под офисы. На 52-м этаже расположена смотровая площадка.
В пятницу 31 августа 2007 года в автомобиле, припаркованном у здания, было обнаружено самодельное взрывное устройство, подключенное к мобильному телефону. Устройство было удалено без инцидентов после анонимного телефонного звонка. Из здания было эвакуировано 10 тысяч человек.